# Maestro di Campodonico
Le Maestro di Campodonico est un peintre anonyme fresquiste italien  du Trecento qui a probablement été le maître de Allegretto Nuzi à Fabriano.
Il pourrait être Bartoluccio da Fabriano et l'élève d'un assistant de Giotto, Puccio Capanna. 

## Œuvres
- Crocifissione (1345), San Biagio in Caprile, conservée à la Galleria Nazionale delle Marche, Urbino.
- Fresques, Chiesa di Santa Maria Maddalena, Fabriano.